# 歌月十夜
『歌月十夜』（かげつとおや）は、TYPE-MOONから発売された同人ゲーム『月姫』のファンディスク。2001年8月10日、コミックマーケット60において発売された。

## 概要
時系列は『月姫』の続編に当たり、本編の数ヵ月後という設定である。『月姫』のサイドストーリーや裏話、各キャラクターの別側面などを楽しめる作品。イメージカラーは「黄昏の黄金」。
物語は、本編にあたる「Twilight Grass Moon, Fairy Tale Princess」（通称「黄昏草月」）と、全十種類のミニシナリオ「夢十夜」、そしてクリア後のおまけシナリオ「夏祭り」の三つに区分されている。
「黄昏草月」は、同じ一日を繰り返し、自身の行動の取り方によって変化していく箱庭世界を、主人公・遠野志貴を通して語られる。シリアスな本編シナリオとコメディ色の強いシナリオを織り交ぜた形になっている。
「夢十夜」は、「がんばれ知得留先生」「宵待閑話」「朱い月」「赤い鬼神」「ななこちゃんSOS!」「妹切草」「タナトスの花」の7つをシナリオ担当の奈須きのこが執筆し、「翡翠ちゃん反転衝動!」「遠野家のコン・ゲーム」「黎明」の3つの一般募集された作品をプレイする事ができる。ただしプレイには「黄昏草月」中で特定の条件をクリアする必要がある。一部シナリオを除き選択肢は無い。「黎明」の作者は後にプロとなった丸山くがねである。
主軸となる物語以外は夏のお祭りをテーマとして作られただけあり、シリアスな『月姫』とは違い、気楽に楽しむことができる。しかし一方で、ゲームの難易度が『月姫』に比べ非常に高かったり、フラグがオートセーブで累積されていくシステムのため一度見逃したイベントを見るには一からやり直さねばならなかったりと攻略するには根気と時間が必要となる。
この他にも、ユーザーからの投稿やゲストイラストレーターを招いたイラストレーション、さらにはユーザー投稿を含む短編ストーリーなども収録されている。シナリオの採用者のなかには、後にプロになった健速もいた。健速の投稿シナリオは「酔夢月」であり、その後に自身のホームページで完全版「酔夢月完全版」と新作「酔夢月展章朧月夜」を公開し、ダウンロードできるようになっていた（現在はホームページの場所を移転・削除済み）。

## 登場キャラクター
登場人物名の後に記した声優名は他作品による参考データで、『歌月十夜』自体にはボイスは付いていない。

### 『月姫』から登場するキャラクター
詳細は『月姫』の登場キャラクターを参照、ここでは今作での役割と、追加された部分のみ記述。
遠野 志貴（とおの しき）
声：野島健児
前作『月姫』に引き続き、本作でも主人公を務める（一部の「夢十夜」を除く）。物語開始から自分の暮らす世界に「昨日の事が思い出せない」という微妙な違和感を覚えながらも、あまり気に留める事も無く日常を繰り返す。ただし夜になると違和感をより強く感じるようになる。その日常は自らの意思に左右されるのだが、当初は自覚していなかった。物語の進行とともに街中で見かける黒猫・少女に関心を抱き、遠野志貴の日常を作り上げる存在へ迫ってゆく。
実は本編の遠野志貴が生活する世界は、レンが編み出した夢の中の精神世界であり、志貴本人は交通事故で意識を失い、病院で寝たきりになっている。そのために志貴の記憶に無い世界は存在せず、志貴がその特殊な眼を抑制している眼鏡を外したり突拍子も無い行動をとると「世界の果て」の幻視を目にする事になる。また前作の翌年の物語なのに物語中では進級せずに二年生のままとなっているが、これも志貴の記憶を元に構築されたものであるという理由に起因する。
アルクェイド・ブリュンスタッド（Arcueid Brunestud）
声：柚木涼香
前作のメインヒロイン。遠野志貴を除けば最初に登場するキャラクターでもある。一年前の吸血鬼事件が終わっても未だ三咲町に留まっている。日中はマンションの自室で眠っている事が多く、他のヒロインと比べて遭遇する割合は高くない。しかし学校に忍び込んでシエルに拘束されたり、翡翠の衣装を奪い取ったり、はたまた夜の遠野屋敷で猫又のコスプレをしたりとその奔放な性格は健在。志貴にはたまに朝食を作ってもらっているらしいが、苦手なニンニク入りラーメンを食べた時には昏倒してしまった。物語の核心を担う「使い魔」に関して知る人物の一人であり、実際にレンという使い魔を擁している（ただし正式なマスターではない）（リメイク版では、初代アインナッシュを倒すために契約したとある魔術師の使い魔として行動していた時期があり、レンとは友達のような関係だった、アルクェイド曰く優しい老人だったとのこと）。
「朱い月」では、全ての真祖が朱い月を迎え入れるために持つ「空席」、アルクェイドの“生まれたままの人格”が残り、現在は深層意識となっている“朱い月”と呼ばれる行動理念が、かつてのアルクェイドの姿である長髪にドレスの姿で登場し、王族らしい口調で志貴やロアと会話をしている。
本編のヒントコーナー「教えて知恵留先生」では前作に引き続きネコアルク姿で登場しており、コーナー終了後のミニヒントコーナーとして「教えろアルク先生」というコーナーではピンで登場する。また「翡翠ちゃん反転衝動!」では前作の翡翠ルート終了後という事になっているため、登場はするが見知らぬ「猫のタマ」としてぞんざいに扱われている。
シエル（Ciel）
声：佐久間紅美
前作のヒロインの一人。聖堂教会・埋葬機関の一員で、一年前の吸血鬼騒動の事後処理として土地の浄化を任されている。そのために夜間パトロールを続けており、今でもたまに死者と遭遇しては消滅させている。一方、三咲高校にも三年生として在学中で、文化祭では自分のクラスの出し物の他に生徒会の出し物の手伝いをするなど、相変わらず優等生振りを発揮している。所属は三年生（本来は卒業しているはずだが、現実世界でも制服を着用していた）。カレー好きという性格にさらに拍車がかかっており、カレーショップ「メシアン」のカレーパンを食べた時には覚醒して奇声を上げるなど、ギャグ要素が強くなっている。先代ロアとしての魔術の知識から「使い魔」に詳しい人物の一人。しかしロア時代に自らが犯した凶行の記憶は未だシエルを苦しめている。
本編のヒントコーナー「教えて知得留先生」では、前作に引き続き知得留先生として登場している。「がんばれ知得留先生」では知得留先生が主役となり物語が進んでいく。
遠野 秋葉（とおの あきは）
声：ひと美
前作のヒロインの一人にして、志貴の妹。同じ屋根の下で暮らしている故に、顔を合わせる事も多い。素直になれない性格は健在で、屋敷になじんできた志貴や、性格の明るくなった琥珀と翡翠に振り回される事もある。浅上女学院に通っているはずなのに、志貴と同じ高校に通っている事もあるが、志貴はその異常を深く考えてはいなかった。高校では一年生（本来は進学しているので二年生）のクラスに所属しており、クラスメートには一種の畏怖を感じさせている。文化祭ではお化け屋敷で猫又を演じていた。前作では真相の核心の一端を担っていたが、今作では日常の象徴として描かれており、物語には直接関わっていない。
前作の秋葉トゥルーエンドの補完続編にあたる「宵待閑話」では主役。前作終了後、年が明けてすぐという時間軸で物語が進められる。浅上女学院に復帰し、生徒会副会長として学内の生徒の生活の管理を任されているらしく、特に中等部の後輩の間では完璧な先輩として尊崇を受けている。また「妹切草」で秋葉の双子の妹・秋歯（実は秋葉の二つ目の人格だった）が登場するのをはじめ、感情的になると反転して髪が赤くなる描写がされるようになった。
翡翠（ひすい）
声：松来未祐
前作のサブヒロイン。志貴付きの使用人であり、志貴を毎朝起こすのが日課となっている。屋敷内では主に整理や清掃を担当しており、前作では屋敷を出る事は無かったが、今作では志貴の学校の文化祭に駆けつけるなど、かつての行動力を取り戻しつつある。また表情も柔らかい表情が目立つようになった。料理下手は健在で、志貴の好物を曲解して作り上げた梅サンドは志貴を悶絶させてしまった。
性描写が少ない本作において、「タナトスの花」では琥珀とともにそのシナリオが用意されており、本編のレンを除くと唯一。「妹切草」では、真面目なキャラクター像を壊すようなはっちゃけた翡翠が描かれ、腕を回転させるという必殺技のようなものまで使用する。「翡翠ちゃん反転衝動!」は前作の翡翠グッドエンド後の話という事になっている。
琥珀（こはく）
声：高野直子
前作のサブヒロイン。秋葉付きの使用人で、屋敷の管理と炊事を担当している。前作のような笑顔の仮面は完全に無くなり、地で志貴や秋葉をからかっては楽しむという抜け目の無い性格が強調された。また「ほうき少女まじまるアンバー」や「ミスター陳」などの色モノ的コスプレが多く、薬物を用いてバッドエンドに導くなど、自由なキャラクター像が生成されて、後に『MELTY BLOOD』でもその片鱗を十二分に発揮している。
「タナトスの花」では、翡翠とともに他のヒロインたちにはない性描写が描かれている。「翡翠ちゃん反転衝動!」では翡翠グッドエンドの話なので名前を七夜と改名して登場。また「遠野家のコン・ゲーム」では琥珀を主軸に物語が展開される。
乾 有彦（いぬい ありひこ）
声：櫻井孝宏
志貴のクラスメートにして親友。今作でも志貴との日常を繰り広げる。普段は大人しい志貴だが、有彦と一緒にいると問題行動を起こすというエピソードが紹介されている。
「ななこちゃんSOS!」では主役。たまたま第七聖典を拾ってしまい、シエルの元から逃げ出してきた精霊セブンとの共同生活が始まる事となる。また有彦と志貴が親友になった経緯や、そもそも志貴の親友になりえた有彦の所以が語られている。
ネロ・カオス（NRVNQSR Chaos）
声：中田譲治
前作で志貴に敗北し、消滅してしまっているために、本編では登場しない。「黎明」でネロが取り込んだ一人の少女が、ネロの衝動と混濁した形で登場する。
「がんばれ知恵留先生」では生徒の一人・ネロ造として登場。学者としての博識振りを発揮した。「遠野家のコン・ゲーム」でもなぜか琥珀に招待されて登場する。なおネロの持する獣たちも各所で登場し、クルートーやベート、ロボといった伝説の狼の名を冠する黒犬も登場する。
ミハイル・ロア・バルダムヨォン（Michael Roa Valdamjong）
声：成田剣
前作でその輪廻転生を終了させて消滅しているために、本編では登場しない。「朱い月」では志貴と同調したロアの意識が描かれており、ロアとアルクェイド（朱い月）の因縁が語られた。
「がんばれ知恵留先生」ではロア助という名前で登場するが、開始早々問題発言を残して追放される。
遠野 四季（とおの しき）
前作で死亡したために本編では登場しないが、「酔夢月」ではメインキャラとして登場し、幽霊として志貴と一晩語り合う。前作で自らの手で吸血鬼にしたさつきとは仲の良いような描写がされている。
「遠野家のコン・ゲーム」でも登場。秋葉へのシスコン振りが強調されている。
弓塚 さつき（ゆみづか さつき）
声：南央美
前作で死亡しているために本編では登場せず、専用シナリオが追加される筈だったが見送られてしまっている。「酔夢月」では少しだけ登場しており、四季を「遠野さん」と呼んで親しくしていた。
「がんばれ知恵留先生」「遠野家のコン・ゲーム」でも登場しているが、出番はそう多くない。
瀬尾 晶（せお あきら）
声：水橋かおり
遠野秋葉の後輩。初出は『月姫PLUS-DISC』収録シナリオ「幻視同盟」。文化祭に招待されるなど志貴とも交流があるものの、この関係は秋葉にはあまり良く思われていないようで、志貴と一緒にいる所を秋葉に目撃される事を極度に恐れている。しかし少しは頼りにされているようで、「閑話月姫」では秋葉から相談を受けている。
遠野 槙久（とおの まきひさ）
秋葉・四季の父で、既に故人。遠野屋敷の構造や遺品から、彼の生前を垣間見る事ができる。「赤い鬼神」で青年時代の槙久が登場。斎木に仕えていた際に七夜黄理と出会い、その圧倒的な実力に恐怖を覚え、数年後七夜一族を滅ぼした。
蒼崎 青子（あおざき あおこ）
声：三石琴乃
今作では全く登場しない。本編にあたる「黄昏草月」、「遠野家のコン・ゲーム」で僅かながら名前が出てくる。
高田 陽一（たかだ よういち）
志貴のクラスメート。前作同様、台詞は一切無い。今作では兄も登場しており、「機動屋台中華飯店マークII」というバイクに屋台をつけるというラーメン屋をやっており、志貴や有彦はその常連らしい。
国藤（くにふじ）
声：伊丸岡篤
志貴の担任。あまり目立たないが、生徒たちにはある程度の威厳を持っている。口調こそ真面目だが、有彦をぶちのめした志貴に拍手を送ったり、文化祭の貸衣装屋ではコスプレした女子を監視したりと、意外と砕けた性格。

### 今作から登場するキャラクター
レン（Len）
声：水橋かおり
アルクェイドの使い魔にして夢魔（リメイク版では、アルクェイドの使い魔ではない）。物静かな面持ちの少女で、外見年齢は十歳程度。黒いコートを着て、大きなリボンをしている。言葉を発することは無いが、喋れない訳ではなく「言葉を使用しない」という決まりで活動しているだけ（後の『MELTY BLOOD Re・ACT』では喋る姿を見る事が出来る）。普段は黒猫としてアルクェイドの傍におり、月姫本編でもその存在だけ（アルクェイドが、ネロを倒したお礼に志貴に送った夢魔と）は示唆されている（リメイク版ではレンは登場しないが、かつて幼いアルクェイドと契約したとある魔術師の使い魔として登場）。ケーキが大好き。
かつて、12世紀頃にいたある魔術師により人間霊と猫の掛け合わせて創造された人造夢魔。創造主である魔術師から与えられた「使い魔は自ら行動してはならない」という言葉に忠実。創造主である魔術師亡き後は、アルクェイドに預かっていた（リメイク版では、魔術師亡き後に相応しい主が現れるまで悪用されぬようにその子孫が預かる）。
交通事故で意識不明となった志貴の命を繋ぎとめるため、アルクェイドの命令により志貴の精神に介入し、本作の世界を創り上げていた。しかしかつての創造者であるマスター亡き後、新たな契約者を得なかったため（アルクェイドは彼女を「預かった」立場であり、契約を結んでいたわけではない）、その力は衰え、死を目前にしていた。彼女の力の衰えは「歌月」の世界に綻びを生じさせ、それに気づいた志貴は解決に乗り出す。
最終的にレンは志貴と契約。新たなマスターを得たことで彼女の命は永らえ、志貴もまた現実の世界に目覚めるのだった。
七夜 志貴（ななや しき）
声：野島健児
遠野志貴が持つ「自身の七夜の血から来る反転衝動に飲まれ殺人鬼に成り下がったかもしれない自分」という恐れ・不安が悪夢として現われた「遠野志貴という自己を殺す、殺人鬼としての遠野志貴」。その性質上遠野志貴を殺すだけのモノだが、レンの世界のほころびにより本来持ち得ないはずの自我を持ち、自身の境遇への不満から私怨で遠野志貴に襲い掛かる。
七夜の血筋であり、里で幼い頃に基本的な訓練を受けた遠野志貴は、極限状態では人間離れした「殺すこと」に秀でた動きを見せるが、志貴が七夜で暮らしていた時の記憶から“もし自分が七夜の暗殺者として殺人鬼になっていたら”という不安が生んだ悪夢でもある七夜志貴はそういった時の志貴と同等以上のケモノじみた七夜の体術やナイフ捌きを当然の如く使いこなし、「直死の魔眼」は持っていないが戦闘技術は遠野志貴の上を行く。
前作の『月姫』では『プロローグ』で七夜の里で暮らしていた頃の「七夜志貴」と呼ばれていた頃の遠野志貴や、瀕死の遠野志貴が見た幻の中に和服を着た子供の姿の「七夜志貴」が登場したり、ある展開では遠野志貴が怒りにより魔を狩る「七夜志貴」として覚醒するが、いずれもこの「七夜志貴」とは別物である。
『MELTY BLOOD』でも「七夜志貴」が登場するが、あちらは自分が殺人衝動に溺れることを恐れた遠野志貴の不安や、遠野志貴の普段使われていない「殺人鬼」としての部分が“タタリ”として具現化した存在なので、厳密には殺人衝動に陥った遠野志貴（本人に言わせれば、「志貴の使われない行動原理」）と言う方が当てはまり、今作の「七夜志貴」とは共通する部分はあるものの若干異なった存在。
後に（『月姫2』の時期）有間都古の師匠となるパンダのきぐるみを着た謎の人物パンダ師匠の中の人である可能性もある（背中に「七つ夜」と書かれている事、七夜の決め台詞を喋っているイラストがある事、奈須きのこ曰く「（パンダ師匠の中身は）幻であり、存在しないハズのもの」との事等から）。きぐるみなのでナイフは持てない（本人に言わせれば、「灯油の入っていないストーブ」）。なお、奈須きのこ曰く、遠野志貴が帰還した時、喜ぶ都古の後ろにいたのは古ぼけたパンダのきぐるみだけで、パンダ師匠の中にいた人物は当然のように消えていた…との事。なお、漫画版『MELTY BLOOD』の番外編ではレンの前に姿を現すがその時の言動は七夜そのものだった。
軋間 紅摩（きしま こうま）
声：小杉十郎太
遠野の分家「軋間」の混血。軋間家の長男。独眼の大柄な青年。軋間家が彼を除いて断絶している為、正式な当主ではないのだが当主として扱われている。遠野槙久と共に七夜家を滅ぼした張本人であり、幼い頃にその姿を見た志貴にとっての「超えがたい死のイメージ」であり、レンの作り出した世界の「死」が彼の姿・能力を纏って現われる。
特に戦闘訓練は積んでいないので戦い方は素人だが、肉体を硬化する力と大木を握りつぶす握力と天性の敏捷性を持っており、その強さは鬼神とも例えられる。紅赤朱とよばれる人外（現段階では完璧には紅赤朱になっていないが、それに近づいている）。
「軋間」は分家にもかかわらず最も混血としての人外の血が濃く、紅摩はその中でも最も純度が高かったため、産まれた時から幽閉され、さらに彼を恐れた一族の者に拳銃で頭部を撃たれたショックで（無傷ではあったが）自制を失くし、自身の一族を滅ぼした。その後ある混血の血筋の屋敷に監禁されていたが、十歳くらいの時にその屋敷を襲撃した七夜黄理に右目を潰される。
彼自身は物静かで生の実感を持てず、森で人知れず消え去るのをよしとしたが、遠野槙久によって七夜襲撃の切り札として呼び出され、七夜を滅ぼす。その際の七夜黄理との戦いでそれまで人間としての感情がなかった彼は“生の実感”を得、使われていなかった最後のスイッチが入って「灼熱」の能力が覚醒した。
『月姫』においても名前や姿こそ未登場であるものの、遠野志貴の回想や、志貴が遠野邸に呼び戻されるまで遠野邸に逗留していた軋間の長男として存在がほのめかされている。
時南 朱鷺恵（じなん ときえ）
琥珀の姉弟子で、鍼治療の達人。過去に志貴の身体を診察することもあった。ほんわかした雰囲気ながらも色っぽい、年下殺しのおねーさん。男をダメにする魔性の女（彼女と一緒になった男は人生勝ち組街道をまっしぐらに突き進むのだが、人間的に彼女に依存しきってしまうとのこと）。志貴の「初めて」の人らしい。
時南 宗玄（じなん そうげん）
遠野家の専属医にして遠野志貴の主治医で薬学における琥珀の師匠。だが遠野家寄りというわけではなく、元は退魔組織の闇医だったのだが、遠野槙久が退魔組織と協定を結んだ時点で監視役も兼ねて遠野家の専属医になった。七夜が滅ぼされるまでは七夜の主治医もしていた（リメイク版では、遠野家の専属医は阿良句に置き換えられているが、志貴が通っている時南医院の主治医をやっていることは変わらない）。
昔は混血を監視する組織の一員であり、元々は七夜黄理と同じ職種の人間だったが、命を削りあうのは性に合わんと医者に転職した。現在は隠居し、闇医まがいの生活をしている。結婚しているが、平然と何人もの妾を囲っている。
志貴曰く、暴力医師、マッドがつく方の医者、妖怪ハッスルじじい、と呼ばれており、七夜黄理も親子揃って「ヤブ」呼ばわりにされている。また志貴のことを気に入っており、会うたびに骨接ぎや鍼を打つ。志貴の貧血がどのようなものかを理解しており、東洋的な医学で志貴の健康を維持しているが、あくまで維持であり、治療ではない。そもそも、志貴の貧血は治せるものではない。
口汚いが義理堅い。志貴が有間家にいたころに何度か志貴について時南医院に行ったためか、有間都古とも面識がある。
一人娘の朱鷺恵を溺愛するあまり、朱鷺恵と付き合う男どもをボコボコにしている。
乾 一子（いぬい いちこ）
有彦の姉。愛称・いちごさん。毎年職種の変わる謎の人物。自堕落だが立派に自立している大人。契約しているわけでもないのにななこが見えるほど霊感が強い。中学時代、乾家に入り浸っていた志貴を可愛がっており、現在も彼を以前の姓である「有間」と呼ぶ。月姫唯一の喫煙者。
月姫 蒼香（つきひめ そうか）
秋葉の通う学院の僚友。男前な性格で、秋葉の相談役で面倒見がよい。小柄でセミロングだが髪を上げると男性のような外見になる（志貴は最後まで男だと思っていた）。無類のロック好きで週に一度ライブハウスに通うほど。名字がゲームタイトルと同じ月姫だが、そのことに特に意味はないらしい。寺の住職の娘。
三澤 羽居（みさわ はねい）
秋葉の通う学院の僚友。通称・羽ピン。おっとりとして天然の入った性格。妙に器用で、年中「内職」と称しては小遣いを稼いでいる。特に小物作りが得意。一方で整理整頓が苦手で、机の上はいつもごちゃごちゃしている。蒼香とは最高のデコボココンビとして（あるいは秋葉を加えてトリオで）周りに見られている。女性キャラ中最も胸が大きい。
ななこ / セブン（Seven）
声：戸松遥
第七聖典に宿っている精霊。見た目は金髪に青いボディスーツを着た14歳ほどの少女。「ななこ」は有彦が名付けた。シエルの改造好きにほとほと呆れ、人使いの荒さも相俟ってシエルの元から家出してきた。でもシエルにべったりという不思議な性格。度重なる改造のためか性格が変な方に歪んでおり、「ルックスだけなら人気投票上位を狙えるのに」とはTYPE-MOONスタッフの言。手足の先が蹄状になっており、ドラえもんと同じく持ちたいものがくっつくらしい。馬っぽい外見ゆえに人参が好物。
元は人間の少女だったのだが、家が貧しかったために一角獣の人身供養に捧げられて精霊になった。本人は微塵も後悔はしていないが、後悔のあまり衰弱死してしまった母にショックを受けて1000年ほど現界した事は無かった。現界させることが出来たのは膨大な魔力量を誇るシエルが初めてらしい。
七夜 黄理（ななや きり）
志貴の本当の父親である、退魔の一族「七夜」の最後の当主。『歌月十夜』ではグラフィックがないが『月姫読本 Plus Period』の用語辞典でモノクロではあるが顔が公開されている。なお、それ以前同人誌にて没デザインが載せられていた（『月姫読本 Plus Period』に再録）が、そのデザインは後の『Fate/stay night』のアーチャーに引き継がれたとのこと。
使用武器は鉄の撥。殴打器でありながら黄理の卓越した殺人技術により人体を刃物で切り裂いた様に解体する。また気配を消す術に長け、優れた隠密行動が可能。空間を立体的に使う様は、さながら巣を張った蜘蛛とも言われる。
また七夜の一族に伝わる「ありえざるモノを視る」眼という超能力を備え、七夜黄理は「人の思念」が靄のように視え、いかに達人でも気配は消せても思念は消せないので暗殺者の黄理に相応しいモノだったが、時南宗玄によるとそれは志貴の物と違って淨眼と呼べないほど弱いものであったらしい。
鬼神といわれた殺人鬼だが殺人行為に酔うことなく、幼い頃から「いかに巧く人体を停止させるか」という殺戮技巧をひたすらに磨き続けた。そのため他にも当主候補が居たが彼の兄は殺人を愉しみ、妹は魔に過剰反応して怯えるという理由で一つの事に打ち込む性質の彼が当主に選ばれた。
一生殺し屋として生きていくと確信していたが、跡継ぎ問題のためだけに儲けた息子である志貴の誕生で憑き物が落ちて「人間」らしい心を得てしまい、いつか今までのツケとしての破滅が来ることを覚悟で一族ごと退魔組織を抜けた。その後彼に殺されかけたことがある遠野槙久が黄理への恐れから六年後に七夜を襲撃、その際に軋間紅摩と交戦する。壮絶な戦いの末彼を追い詰め“生の実感”を刻んだが、敗死した。
久我峰 斗波（くがみね となみ）
遠野の分家、久我峰の家の長男。かつては秋葉と婚約しており、遠野家滞在中に秋葉や翡翠に色目を使っていた。見た目は暑苦しいおっさんで、変態を自認する外道。実際に犯罪に手を染めているわけではないが、趣味は盗撮。秋葉との婚約解消後はある程度改心したらしい。志貴には苦手意識を持たれているが、自身は好感を持っている。
四条 つかさ（しじょう つかさ）
秋葉の同級生。何事もそつなくこなす優等生だが、さらに上を行く秋葉には劣等感を抱いている。愛称はイカ。
山瀬 舞子（やませ まいこ）
志貴の学校の生徒だった少女。一人称は「僕」。昨年の吸血鬼騒動の際に、公園でネロに取り込まれて殺された。その後、ネロの体を使って治療された志貴の体を媒介に意識を覚醒させる事になり、その衝動でもって殺人を犯した。その後志貴を分離し、これ以上被害を出さないために半ば自殺する形で志貴に殺された。
山瀬 明美（やませ あけみ）
志貴の学校の生徒。舞子の妹。母子家庭という事もあって舞子にいつもくっついていた。舞子に止められてからは「姉さん」と呼んでいるが、元は「お姉ちゃん」と呼んでいた。
吉良 義信（きら よしのぶ）
志貴のクラスメート。柔道部員で、がっしりした体格の持ち主。
舞士間 祥子（まいしま しょうこ）
志貴のクラスメート。志貴の班の紅一点で、男勝りな性格。
常磐（ときわ）
志貴のクラスメートの少年。義信と同じく柔道部員で、独特の口調で話す。
環（たまき）
浅上女学院の生徒。秋葉の友人で、寄宿舎自治会のトップ。浅上女学院では生徒会と自治会の仲は悪いらしいが、環と秋葉はそれを改善しようと結託している。
斎木（さいき）
斎木グループと呼ばれる財団のトップに君臨する混血の老人。遠野槙久が若い頃仕えていたが、その実、槙久は退魔の組織と繋がっており、槙久は斎木の監視役だった。槙久の密告により七夜黄理の急襲を受け、抵抗する間もなく殺害された。
安藤（あんどう）
四条つかさの僚友。安藤の部屋は二人部屋なので、つかさの他に同室はいない。つかさが情緒不安定になった際に、部屋を追い出されてしまった。リメイク版に登場する安藤 裕吾は彼女の親戚である。
レンの創造主
初代マスター。レンの知る限り、二百年を生きた大魔術師。
『Talk』で語られたところによれば、今から八百年ほど前、アルクェイドが先代のアインナッシュを滅ぼす際に協力した。アインナッシュが「意識」して対象の記憶を改竄し忘却させる暗示を用いていたのと対称に、この魔術師は「無意識」を用いて忘却させる魔術を知っていたらしい。
この時の縁で、彼の死亡後にアルクェイドがレンを引き取る。（リメイク版では、多くの子孫や後継者に恵まれていたが自分の使い魔であるレンを巡って争いが起きないか危惧しており、子孫たちに相応しい主が現れるまで悪用されぬように守るように遺言を残した。）

## 『MELTY BLOOD』との関係
後に製作された対戦格闘ゲーム『MELTY BLOOD Re・ACT』でレンは志貴ではなく、アルクェイドの使い魔として登場する。これは、『MELTY BLOOD Re・ACT』が歌月十夜の物語がなかった場合の夏の話だからであり、両作は裏表の関係といえる。だがレンはアルクェイドは契約上のマスターで志貴は自分で選んだマスターと区別しており、結果的にマスターは2人だとしている。